# Yotam Ottolenghi

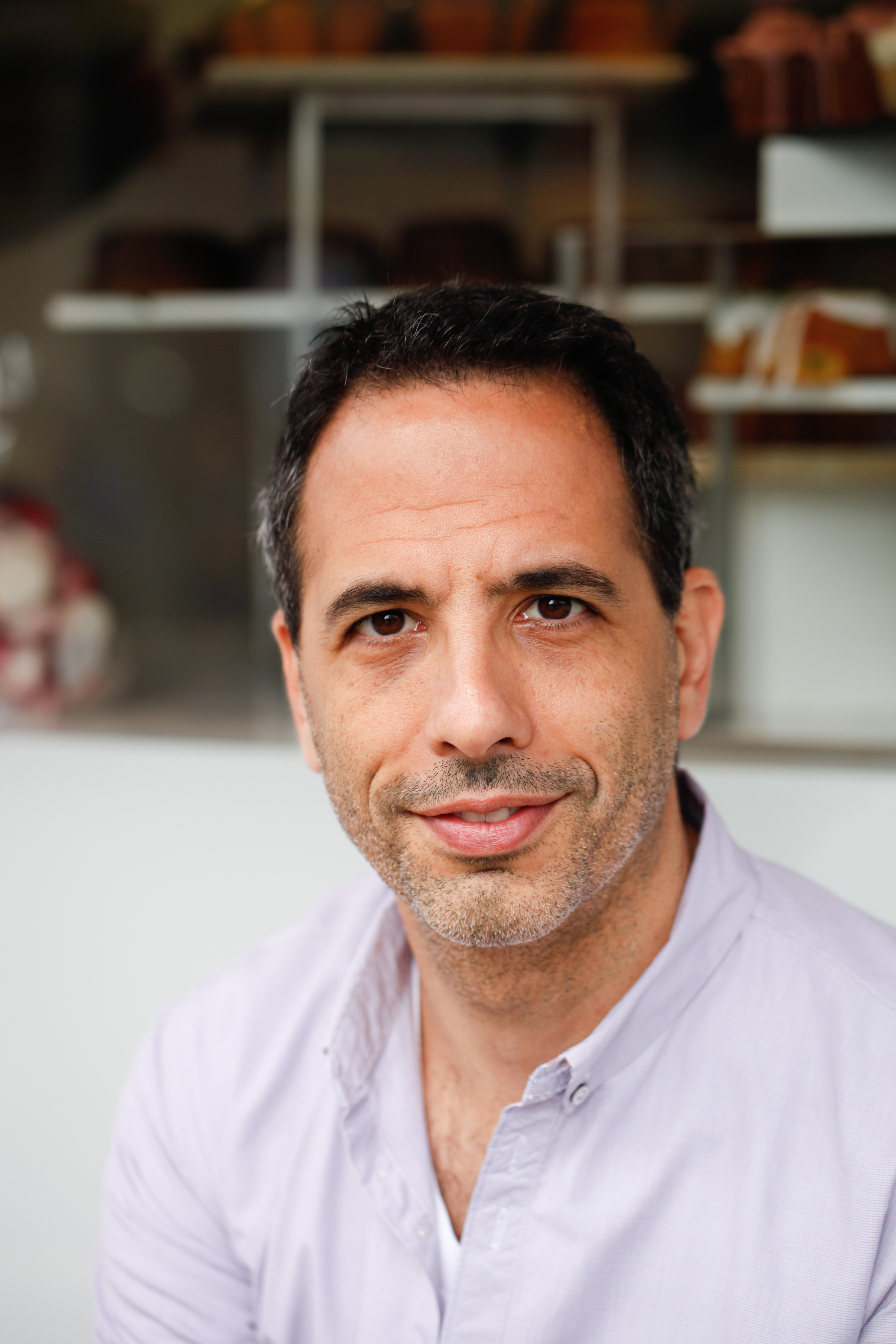
Yotam Ottolenghi

Yotam Ottolenghi (* 14. Dezember 1968 in Jerusalem) ist ein israelisch-britischer Koch und Kochbuchautor.

## Leben
Ottolenghi wurde als Sohn eines Italieners und einer Deutschen geboren und wuchs in Jerusalem auf. Er studierte Philosophie und Literatur an der Universität Tel Aviv und schloss mit einem Master in vergleichender Literaturwissenschaft ab. Er ging 1997 nach London und absolvierte die Kochschule Le Cordon Bleu. Danach arbeitete er als Chef-Pâtissier bei Baker&Spice in London. 
Er ist Eigentümer und Koch des Londoner Restaurants Nopi. Zudem besitzt er vier Spezialitätenläden in London. Er lebt mit seinem Mann und zwei Kindern in London.

## Bücher
- Ottolenghi: Das Kochbuch: mediterran • orientalisch • raffiniert. Dorling Kindersley, München 2012, ISBN 978-3831021086.
- Plenty. Ebury Press 2010, ISBN 978-0-09-193368-5.
- (mit Sami Tamimi): Jerusalem. Das Kochbuch. Ebury Press, London 2012, ISBN 978-0091943745.
- Plenty More. Ebury Press, London 2014, ISBN 978-0091957155.
- NOPI – Das Kochbuch: orientalisch · asiatisch · raffiniert. Ten Speed Press, Berkeley 2015, ISBN 978-3831028948.
- Simple. Das Kochbuch. Dorling Kindersley, München 2018, ISBN 978-3831035830.
- (mit Ixta Belfrage): Flavour: Mehr Gemüse, mehr Geschmack, Dorling Kindersley, 2020, ISBN 978-3831040865
- Yotam Ottolenghi; Noor Murad; Verena Lochmuller; Tara Wigley; Gitai Fischer: Shelf Love: Neue Rezepte aus der Speisekammer. Einfach kochen, Ottolenghi-Style. Dorling Kindersley, München 2021, ISBN 978-3-8310-4294-4.

## Einzelbelege
1. ↑  Mark Bittman: Yotam Ottolenghi’s International Cuisine. In: New York Times. 1. Dezember 2011, abgerufen am 20. Juni 2016 (englisch).
2. ↑  Das war meine Rettung. Interview mit Anna Kemper, in: Zeit-Magazin, 28. Februar 2019, S. 46.

| Personendaten    | Personendaten                                |
| ---------------- | -------------------------------------------- |
| NAME             | Ottolenghi, Yotam                            |
| KURZBESCHREIBUNG | israelisch-britischer Koch und Kochbuchautor |
| GEBURTSDATUM     | 14. Dezember 1968                            |
| GEBURTSORT       | Jerusalem                                    |